# 圣帕尔杜莫尔特罗莱 (克勒兹省)
圣帕尔杜莫尔特罗莱（法語：Saint-Pardoux-Morterolles）是法国克勒兹省的一个市镇，属于奥比松区（Aubusson）鲁瓦埃尔德瓦西维埃县（Royère-de-Vassivière）。该市镇总面积36.5平方公里，2009年时的人口为215人。

## 人口
圣帕尔杜莫尔特罗莱人口变化图示